# Marco Apicella
Marco Apicella (Bologna, 7 de octubre de 1965) es un expiloto de automovilismo italiano. Participó gran parte de su carrera deportiva en Fórmula 3000 Internacional y en Japón. También participó en el Gran Premio de Italia de 1993 de Fórmula 1 para el equipo Jordan Grand Prix, en la que sería su única carrera en dicha categoría.
Además, Apicella participó en varias ediciones de las 24 Horas de Le Mans.

## Carrera

### Fórmula 3000 Internacional
La primera temporada de Apicella en Fórmula 3000 Internacional, la de 1987, no fue competitiva debido al Dallara que conducía, sólo marcando un punto gracias a un quinto lugar en el circuito de Spa-Francorchamps. Durante el mismo año, probó para la escudería Minardi de Fórmula 1 en el Autódromo do Estoril en Portugal. Apicella se trasladó First Racing para la temporada 1988 y era uno de los favoritos para el título. El equipo quedó a la zaga, pero en 1989, de nuevo con First, Apicella logró varios podios en su camino a terminar cuarto en la general del campeonato de pilotos. Apicella parecía un aspirante al título de la temporada de 1990 y continuó con First Racing, pero sus actuaciones empeoraron conforme avanzaba la temporada, terminando con una descalificación en Brands Hatch. A pesar de la mala temporada de 1990, Apicella tuvo la oportunidad de probar con los equipos de Modena y Minardi. A finales de ese año, se fue a Japón e hizo algunas pruebas para Bridgestone en un monoplaza de Fórmula 1 prototipo de Reynard-Mugen. Apicella decidió cambiar de equipo para la temporada 1991, pasando a Paul Stewart Racing. Se clasificó quinto en la general al final de la temporada.
En el caso de Minardi M190 Ford Cosworth Pirelli fue piloto reserva o suplente durante el Gran Premio de Monaco 1990 e intento correr en reemplazo de su primer piloto Pierluigi Martini con el (Nº23) Bis durante Jueves 25, Sábado 27 y Domingo 28 de mayo de 1990 respectivamente.

### Fórmula 3000 Japonesa
Con ofertas para una unidad en F3000 Internacional para el año 1992, Apicella fue a Japón para conducir en Fórmula 3000, el establecimiento de una relación con el equipo de Dome. Apicella, conduciendo el Dome F103 ganó la quinta ronda del campeonato de ese año. Él continuó mejorando, terminando cuarto en la temporada 1993, en la cual gana en el circuito de Sugo.

### Fórmula 1
Las buenas actuaciones de Apicella en Japón durante 1992 y principios del 1993 le dieron una oportunidad en el equipo Jordan de Fórmula 1, para la carrera local de la temporada 1993. Se clasificó en el puesto 23, cinco décimas detrás de su compañero, pero se retiró en la primera curva de la primera vuelta de carrera, después de una colisión de varios monoplazas. Fue reemplazado por su compatriota Emanuele Naspetti para la siguiente carrera en Portugal. Como resultado de esto, a veces se considera que ha tenido la carrera más corta de Fórmula 1 de la historia.

### Fórmula 3000 Japonesa/Fórmula Nippon
Para el año 1994, continuó con Dome en Fórmula 3000 Japonesa, ganando en el circuito de Fuji, Mine, Suzuka y en camino a ganar el título. Continuó en la categoría para 1995 y 1996 (renombrada Fórmula Nippon en este último año), esta vez con el equipo 5Zigen, pero sus actividades eran limitadas, ya que decidió hacer otras actividades del deporte motor, como las 24 Horas de Le Mans. La última temporada de Apicella en Fórmula Nippon fue en 1997, conduciendo para el equipo internacional de Stellar. Su mejor resultado para el equipo fue un cuarto lugar en el circuito de Mine.

### Otras categorías
Apicella se movió de nuevo a Italia para el año 1999, compitiendo en Fórmula 3000 Italiana. Anotó dos victorias en la temporada en su camino a la tercera posición en el campeonato. También trató de clasificar para la carrera de Spa-Francorchamps de Fórmula 3000 en 1999 para Monaco Motorsport, pero no pudo hacerlo debido a las condiciones climáticas adversas. Desde entonces ha pasado de nuevo a Japón, para competir en automóviles en Super GT. También ha competido en varias carreras de las 24 Horas de Le Mans. Estaba programado para competir en el evento de 2007 con el equipo JLOC Isao Noritake, pero en la primera jornada de entrenamientos se vio involucrado en un accidente en la recta Mulsanne, que dañó mucho su Lamborghini Murciélago. Apicella compitió en la edición de 2009 de nuevo con el equipo JLOC. Tras esto, no ha vuelto a competir en el automovilismo.

## Resultados

### Fórmula 1
(Clave) (negrita indica pole position) (cursiva indica vuelta rápida)

| Año     | Escudería    | 1   | 2   | 3   | 4   | 5   | 6   | 7   | 8   | 9   | 10  | 11  | 12  | 13      | 14  | 15  | 16  | Pos. | Puntos |
| ------- | ------------ | --- | --- | --- | --- | --- | --- | --- | --- | --- | --- | --- | --- | ------- | --- | --- | --- | ---- | ------ |
| 1993    | Sasol Jordan | RSA | BRA | EUR | SMR | ESP | MON | CAN | FRA | GBR | GER | HUN | BEL | ITA Ret | POR | JPN | AUS | NC   | 0      |
| Fuente: |              |     |     |     |     |     |     |     |     |     |     |     |     |         |     |     |     |      |        |